# Peoria County
Peoria County är ett county i delstaten Illinois, USA. År 2010 hade countyt 186 494 invånare. Den administrativa huvudorten (county seat) är Peoria.

## Geografi
Enligt United States Census Bureau har countyt en total area på 1 634 km². 1 606 km² av den arean är land och 28 km² är vatten.

### Angränsande countyn
- Stark County - nord
- Marshall County - nordost
- Woodford County - öst
- Tazewell County - syd
- Fulton County - sydväst
- Knox County - nordväst